# Jarosław Dmytrasewicz
Jarosław Iwanowycz Dmytrasewicz, ukr. Ярослав Іванович Дмитрасевич, ros. Ярослав Иванович Дмитрасевич, Jarosław Iwanowicz Dmitrasiewicz (ur. 27 maja 1940 w Lubieniu Wielkim, w obwodzie lwowskim) – ukraiński piłkarz, grający na pozycji pomocnika, trener piłkarski.

## Kariera piłkarska

### Kariera klubowa
Wychowanek Szkoły Piłkarskiej SKA Lwów. Pierwszy trener Wołodymyr Chanenko. W 1959 roku rozpoczął karierę piłkarską w Awanhardzie Tarnopol. W 1960 powrócił do SKA Lwów, w którym w 1967 zakończył karierę piłkarską.

## Kariera trenerska
Po zakończeniu kariery zawodniczej w 1968 rozpoczął pracę szkoleniową na stanowisku asystenta trenera w SKA Lwów. W 1971 ukończył studia w Lwowskim Instytucie Kultury Fizycznej i Sportu. Od 1971 pracował w Internacie Sportowym we Lwowie. W latach 1979–1980 pomagał szkolić Karpaty Lwów. We wrześniu 1980 roku objął stanowisko głównego trenera Karpat Lwów. Od 1982 roku wykładał we Lwowskim Instytucie Kultury Fizycznej i Sportu.

## Sukcesy i odznaczenia

### Odznaczenia
- tytuł Mistrza Sportu ZSRR: 1965
- tytuł Zasłużonego Trenera Ukraińskiej SRR: 1979